# Čeremchovskij rajon
Il Čeremchovskij rajon (in russo Черемховский район?) è un rajon dell'Oblast' di Irkutsk, nella Russia asiatica; il capoluogo è Čeremchovo. Istituito nel 1925, ricopre una superficie di 9.900 chilometri quadrati e ospita una popolazione di circa 30.000 abitanti.